# Teatro Río Grande
El Teatro Río Grande (en inglés: Rio Grande Theatre) se localiza en Las Cruces, Nuevo México y fue inaugurado el 29 de julio de 1926. El teatro fue construido por Seale y Dyne y operado por la Central Theatres Corporation de Denver.
La primera película que exhibió fue el film mudo Mare Nostrum, dirigido por Rex Ingram .
El teatro de Río Grande fue comprada por Fox West Coast Theatres en octubre de 1929. La cadena Fox instaló equipos de sonido y mostró una imagen de sonido para la noche de la inauguración , el 20 de octubre de ese mismo año.
El teatro se mantuvo en funcionamiento hasta 1997, cuando se cerró debido a dificultades financieras . El teatro fue comprado por el Consejo de las Artes de Doña Ana y restaurado, siendo reabierto de nuevo en 2005.